# Fighter Maker
 (mars 2020).
Si vous disposez d'ouvrages ou d'articles de référence ou si vous connaissez des sites web de qualité traitant du thème abordé ici, merci de compléter l'article en donnant les références utiles à sa vérifiabilité et en les liant à la section « Notes et références ».
Fighter Maker est un jeu vidéo pour PlayStation et Microsoft Windows, développé par ASCII Corporation et édité par Agetec. Il dispose d'un solide  système de création de personnages, allant jusqu'à laisser les joueurs créer des animations. Il existe deux versions de ce jeu, Fighter Maker (série FM) et 2D Fighter Maker (série 2DFM).

## Jeux

### Série FM (3D)
Fighter Maker est basé sur l'infographie 3D et permet aux utilisateurs de créer des différents mouvements de leurs combattants. En dépit de ce concept unique, le jeu a reçu un mauvais accueil ainsi que de très mauvaises critiques, puisqu'une fois un combattant finalement créé, il ne restait plus grand chose à faire.
L'édition japonaise du premier jeu FM est également connu pour être dotée un personnage sous licence, Skullomania, tiré de Street Fighter EX, avec la liste de coups originale.